# Leptogaster macilenta
Leptogaster macilenta är en tvåvingeart som beskrevs av Wulp 1872. Leptogaster macilenta ingår i släktet Leptogaster och familjen rovflugor. Inga underarter finns listade i Catalogue of Life.